# Понизовское сельское поселение (Тверская область)
Понизо́вское се́льское поселе́ние — муниципальное образование в составе Торопецкого района Тверской области.
Центр поселения — деревня Понизовье.
Образовано в 2005 году, включило в себя территорию Понизовского сельского округа.

## Географические данные
- Нахождение: восточная часть Торопецкого района
  - Граничит:
    - на северо-западе — с Василевским СП
    - на северо-востоке — с Андреапольским районом, Хотилицкое СП и Андреапольское СП
    - на востоке — с Западнодвинским районом, Западнодвинское СП
    - на юге — с Речанским СП
    - на западе — с территорией городского поселения город Торопец

Основные реки — Западная Двина (по восточной границе), Торопа, Завля и Турица. Основные озёра: Кисловское, Зимецкое, Долгое, Белое.

## Экономика
Основное хозяйство: СПК «Понизовский».

## Население
| 2010 | 2011 | 2012 | 2013 | 2014 | 2015 | 2016 |
| ---- | ---- | ---- | ---- | ---- | ---- | ---- |
| 716  | ↘709 | ↘696 | ↘673 | ↘658 | ↘638 | ↘633 |
| 2017 | 2018 | 2019 | 2020 | 2021 |      |      |
| →633 | ↘626 | ↘620 | ↘617 | ↘516 |      |      |

## Населенные пункты
На территории поселения находится 21 населенный пункт:
| №  | Населённый пункт | Тип     | Население |
| -- | ---------------- | ------- | --------- |
| 1  | Большое Кислово  | деревня | 1         |
| 2  | Васьково         | деревня | 0         |
| 3  | Грибаново        | деревня | 1         |
| 4  | Ермаки           | деревня | 0         |
| 5  | Затрубье         | деревня | 1         |
| 6  | Захаркино        | деревня | 8         |
| 7  | Зимцы            | деревня | 0         |
| 8  | Знаменское       | деревня | ↘74       |
| 9  | Ивахново         | деревня | 0         |
| 10 | Корнилово        | деревня | 25        |
| 11 | Липки            | деревня | 0         |
| 12 | Малое Кислово    | деревня | 1         |
| 13 | Мартисово        | деревня | 44        |
| 14 | Мишково          | деревня | 0         |
| 15 | Наумовское       | деревня | 12        |
| 16 | Покровское       | деревня | 0         |
| 17 | Понизовье        | деревня | 178       |
| 18 | Сушино           | деревня | 0         |
| 19 | Талица           | деревня | 365       |
| 20 | Федюково         | деревня | 0         |
| 21 | Чернышово        | деревня | 0         |

### Бывшие населенные пункты
В 1998 году исключена из учетных данных деревня Величково.
Ранее исчезли деревни: Амосово, Андроново, Заборье, Грачнево, Гришино, Дарищенка, Ерофеево, Лашери, Запирахино, Пашково, План, Прошково, Старина, Сурохново, Яхино и другие.

## История
В XIX — начале XX века территория поселения относилась к Торопецкому уезду Псковской губернии. После ликвидации губернии в 1927 году территория поселения вошла в состав Ленинградской области в образованный Торопецкий район. В 1929—1935 гг. входила в Западную область, с 1935 года — в Калининскую область. В 1944—1957 гг. относилась к Великолукской области, с 1957 опять к Калининской области. С 1990 года входит в Тверскую область.